# 阿尔托莉雅·潘德拉贡
阿尔托莉雅·潘德拉贡是2004年推出的電子遊戲《Fate/stay night》中的虛構角色，為娘化的亚瑟王（Fate/Prototype中的Saber为其最初设计的样子），被玩家或粉丝所知晓比较有名的名字有「Saber」、「呆毛王」等。阿尔托莉雅在《Fate/Grand Order》中是目前唯一拥有全部一般职階的英灵。角色设计由武内崇担任，由川澄绫子配音。奈须蘑菇表示阿尔托莉雅（亞瑟王）原本的设计原型是男性，但后来更换成女性。

## 概念与设计

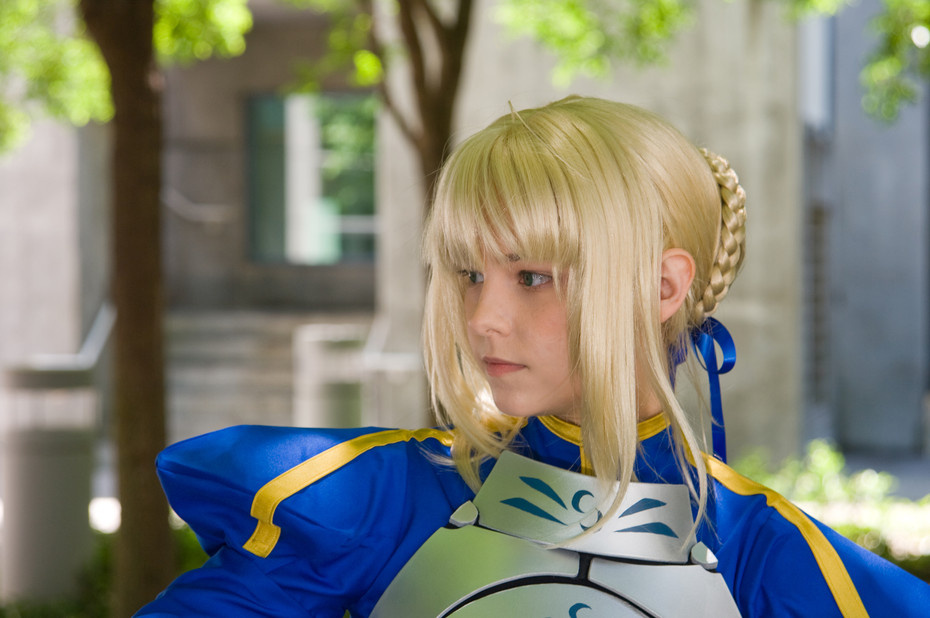
阿尔托莉雅形象Cosplay

奈须蘑菇最初打算把阿尔托莉雅设计成男性（亞瑟王通常為男性），但受到月姬的影响而将其改为女性。除此之外，设计师武内崇表示阿尔托莉雅是以新娘灵感来设计的角色，同时也是他其中一个喜爱的从者。之后奈须蘑菇认为，阿尔托莉雅和卫宫家族的故事已经完成，因此没有将以他们为主角的作品来继续写作。

## 登场

### Fate/Zero
表面上是愛麗絲菲爾·馮·愛因茲貝倫的从者，实际上是卫宫切嗣的从者。是个相当遵循骑士道，且和切嗣的想法对立，认为切嗣的谋略是卑鄙之举的从者。和Lancer有骑士之约，相信彼此最终会以骑士般的光荣对决，但最终被切嗣利用，见识到切嗣杀死肯尼斯手法后，与切嗣关系决裂。在剧情尾声时被切嗣使用令咒命令破坏圣杯并带着遗憾回到剑栏之战。

### Fate/Stay Night
《Fate/Stay Night》中是与卫宫士郎订定契约英灵，是个拥有一头亮丽金发与深绿眼睛的美少女，额头正上方有一根呆毛。她与卫宫士郎初次相遇是在十年前爱丽丝菲尔设置魔法阵的仓库中，被召唤后的阿尔托莉雅询问卫宫士郎“试问，你就是我的Master吗？”

### Fate/Grand Order

#### Saber版
在游戏主线中并未出现，但Alter版的阿尔托莉雅在序章中作为最终头目登场。

#### Archer版
在2016年泳裝活動「夏日！ 大海！ 開拓！ FGO 2016 Summer 迦勒底夏日回憶 ～療癒白沙灘～」登場，為換上泳裝手持水槍射擊的阿爾托利亞。

#### Lancer版
Lancer初次登场是在第一部第六章《神圣圆桌领域卡美洛》中作为名为“狮子王”的最终头目。除此之外，舞台剧的狮子王由高橋優扮演。

#### Caster版
Caster阿尔托莉雅首次出现是在电子游戏《Fate/Grand Order》的五周年中。在第二部第六章的不列颠异闻带中，Caster阿尔托莉雅是被选中的“预言之子”，她的使命是代替“薇薇安”未完成的任务，即拯救妖精国不列颠以及让他们赎罪。剧情开始时因失忆而误以为自己是来自迦勒底的玛修，因此一直跟随迦勒底一同前进。而随着剧情的发展阿尔托莉雅也意识到自己是被选中的“预言之子”，因此背负使命完成。剧情尾声时，为了对抗鹿角神，选择牺牲自己成为圣剑的原料，但村正阻止她并取代她成为该武器的原料。

#### Berserker版
於2023年FGO期間限定活動「從者・夏日・慶典2023！」登場，為換上泳裝的Caster阿尔托莉雅。

### 衍生作品
除此之外，阿尔托莉雅也有在街机版《Fate/Grand Order Arcade》、《Melty Blood: Type Lumina》以及《Fate/Grand Order VR》的其中一个版本等登场。

## 评价
2017年6月，電影《亞瑟：王者之劍》在日本上映，因為日本人身受fate文化渲染，有網友發現《亞瑟：王者之劍》的傳單介紹文竟出現此段話「雖然現在遊戲中的亞瑟大多都是以女性的姿態登場，但也因為這樣，讓不少年輕子弟因此對亞瑟王傳說產生興趣，這可是是一件好事，所以還是抱著積極正面的態度去面對吧！」；也有日本網友看到電影中的亞瑟王為男演員後吐槽「什麼？亞瑟是男的（錯亂）」
2017年10月25日，日本游戏资讯网Inside-game统计一个以阿尔托莉雅为主的“最受欢迎阿尔托莉雅”的调查卷，当中《Fate/Stay Night》版的阿尔托莉雅获得票数最高。Screenrant对于阿尔托莉雅的评价是“Caster版与Saber版的差别在于Caster版是Saber版的重新构筑，官方将该角色设计成一名优秀的女性魔法师动漫角色，而不是一名女骑士，是玩家所公认的最好的支援角色。”Caster版阿尔托莉雅在2020年的调查问卷中获得大部分玩家“最喜爱的角色”的票数。